# 封舜卿
封舜卿（？—？），字讚聖，渤海县人，唐朝官员。

## 生平
其祖先世居渤海蓚縣。封舜卿是封敖之子。性轻佻，德宗时出使湖南，张乐燕設宴款待，封舜卿宴會上要求樂工演奏《麦秀两岐》。梁代做過禮部侍郎。开平三年知贡举，出使幽州（今北京），與鄭致雍同行，又與致雍同受命為學士。才思拙涩，做翰林学士，經常由鄭致雍代筆。贈太子少傅。

## 延伸阅读
[在维基数据编辑]
 在维基文库阅读此作者作品
 《舊五代史·卷68》，出自薛居正《舊五代史》